# ボドゥ・バラ・セーナ
ボドゥ・バラ・セーナ（英: Bodu Bala Sena、BBS)は、スリランカのコロンボに拠点を置くシンハラ仏教ナショナリズム組織。組織の主な人物は、ガラゴダ・アッテー・グニャーナサーラとディランテ・ウィザンゲ。ボドゥ・バラ・セーナは、右翼の超国家主義組織であるジャティカ・ヘラ・ウルマヤから分裂した組織である。